# Juliane Sophie von Baranoff

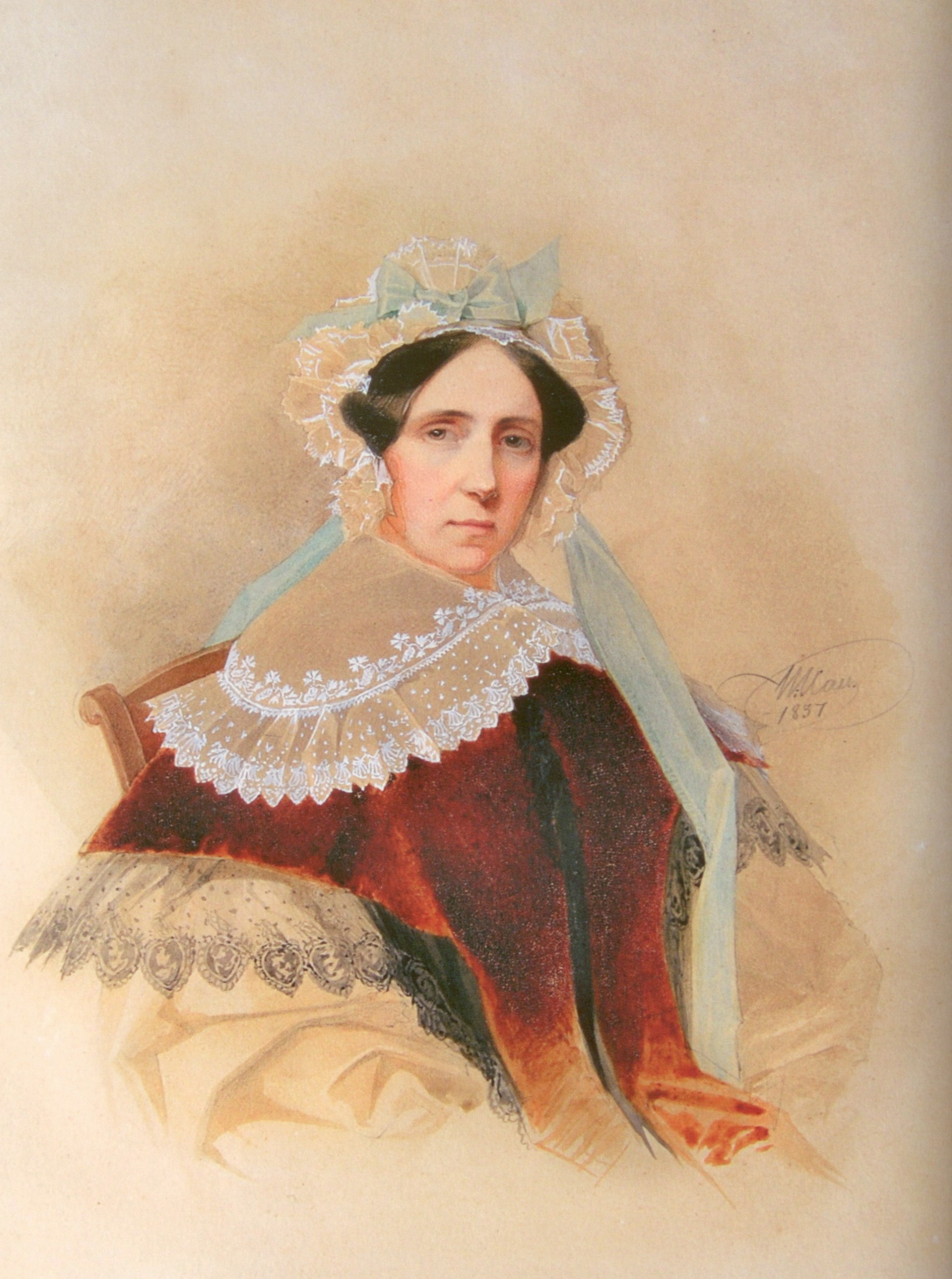
Juliane Sophie von Baranoff (Woldemar Hau, 1837)

Juliane Sophie Dorothea Helene Gräfin von Baranoff, geboren Dorothea Helene Juliane von Adlerberg, (russisch Юлиана Софи Доротея Хелена Графиня фон Баранофф; * 18. Augustjul. / 29. August 1789greg. in Reval; † 12. Julijul. / 24. Juli 1864greg. in Zarskoje Selo) war eine russische Hofdame und Prinzenerzieherin.

## Leben

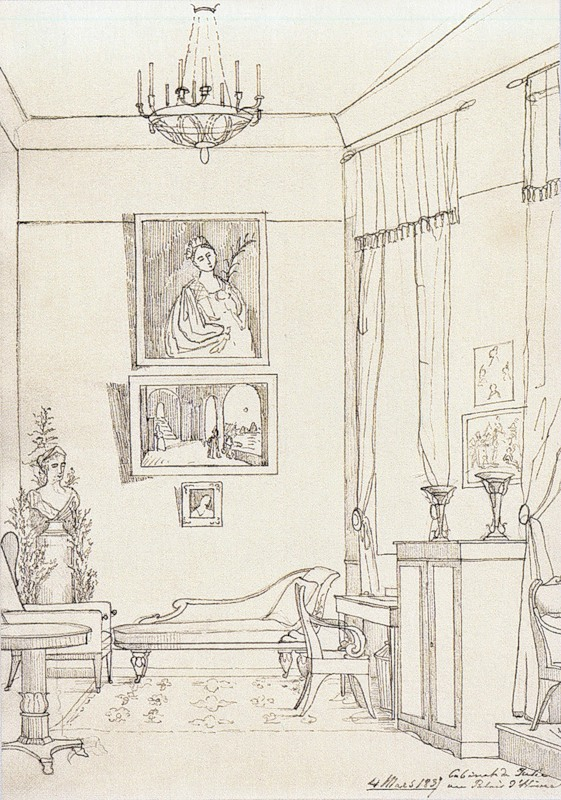
Juliane Baranoffs Kabinett im Winterpalast (Zeichnung der Großfürstin Maria)

Juliane von Adlerbergs Eltern waren der schwedisch-russische Oberst Graf Fjodor Jakowlewitsch (Gustav-Friedrich) Adlerberg (1738–1794) und seine zweite Frau Juliana von Adlerberg (1760–1839). Nach dem Tod des Vaters 1794 im Kaukasus geriet die Witwe mit ihren beiden kleinen Kindern in eine schwierige finanzielle Lage. Dank der Protektion Baron Ludwig Heinrich von Nicolays wurde Juliana von Adlerberg 1797 Obererzieherin der Großfürsten Nikolai und Michail Pawlowitsch. Ihre pädagogischen Fähigkeiten fielen der Kaiserin Maria Fjodorowna auf, so dass sie 1802 zur Leiterin des Smolny-Instituts in St. Petersburg ernannt wurde.
Juliane von Adlerberg erhielt eine häusliche Erziehung. Im April 1806 wurde sie zur Hofdame ernannt. Im Juni 1806 heiratete die Sechzehnjährige den 27-jährigen Trofim (Johann) Petrowitsch Baranoff (1779–1828) aus einer unvermögenden altadligen Familie, der 1808 den Kammerjunker-Titel (6. Rangklasse) erhielt. Nach der Hochzeit lebten die Baranoffs zunächst in St. Petersburg und dann in Riga. Dank der Bemühungen seiner Schwiegermutter wurde Trofim Baranoff Chef des Zollbezirks und dann Geschäftsführer des Rigaer Kontors der Staatlichen Handelsbank. Er wurde Wirklicher Staatsrat (4. Rangklasse) und erhielt den Orden des Heiligen Wladimir II. Klasse.
Juliane Baranoff widmete sich ganz der Familie mit vier Söhnen und zwei Töchtern. Wegen der bescheidenen finanziellen Situation wurden die Kinder in verschiedenen Einrichtungen auf Staatskosten erzogen: Maria und Luisa im von ihrer Großmutter geleiteten Smolny-Institut, Nikolai in der Gardefähnrichschule, Eduard im Lyzeum Zarskoje Selo, Alexander und Paul im Pagenkorps.
1818 wählte Kaiserin Maria Fjodorowna die Tochter ihrer engsten Freundin Juliana von Adlerberg als Obererzieherin ihres gerade geborenen Enkels Großfürst Alexander Nikolajewitsch aus. Juliane Baranoff lebte mit der kaiserlichen Familie im Winter im Anitschkow-Palais in St. Petersburg und im Sommer in Pawlowsk. Als 1824 die Erziehung des Großfürsten in männliche Hände kam, wurde Juliane Baranoff Erzieherin der Großfürstinnen Maria und Olga und 1825 der gerade geborenen Großfürstin Alexandra. Alexandra Ossipowna Smirnowa, Anna Fjodorowna Tjutschewa (Tochter des Dichters Fjodor Iwanowitsch Tjuttschew) und J. A. Draschussowa schätzten Juliane Baranoff wegen ihres freundlichen Wesens und weniger bezüglich ihrer pädagogischen Fähigkeiten.
Im Dezember 1828 starb Juliane Baranoffs Mann an der Schwindsucht. Ihre älteste Tochter Maria heiratete 1829 den Rittmeister Michail Wassiljewitsch Paschkow, während die jüngere Luisa 1832 den Rittmeister Fürst Michail Fjodorowitsch Golizyn heiratete. Juliane Baranoff lebte in St. Petersburg im Winterpalast. 1834 wurde sie zur Hofmeisterin bei der Großfürstin Maria ernannt. Sie bekam 1835 Räume in der 2. Etage neben den Zimmern der Großfürstin Maria und nach deren Heirat 1839 Räume in der 1. Etage neben den Zimmern der Großfürstinnen Olga und Alexandra, verbunden mit der Ernennung zur Staatsdame. Kaiser Nikolaus I. vermachte in seinem geistlichen Testament am Himmelfahrtstag 1844 seinen Freunden aus der Jugendzeit Juliane Baranoff und ihrem Bruder Wladimir Fjodorowitsch Adlerberg eine zusätzliche Rente von jeweils 15.000 Rubel zu seinem Gedenken. Anlässlich der Hochzeit der Großfürstin Olga 1846 erhielt Juliane Baranoff den erblichen Grafen-Titel mit dem Adelsprädikat von als Namensbestandteil.
Juliane Baranoff war Ehrenmitglied der Verwaltung der Frauenbildungseinrichtungen. 1835–1850 war sie Assistentin der Kuratorin der 1820 von der Patriotischen Frauengesellschaft gegründeten Privatschule in St. Petersburg. 1855 wurde Juliane Baranoff Hofmeisterin der Kaiserin Alexandra Fjodorowna. 1856 erhielt sie den Orden der Heiligen Katharina I. Klasse.
Juliane Baranoff starb in Zarskoje Selo an Atrophie und wurde im Sergius-Kloster an der See in Strelna begraben.